# Ella und der schwarze Jaguar
Ella und der schwarze Jaguar (Originaltitel: Le dernier jaguar) ist ein französisch-kanadischer Abenteuerfilm von Gilles de Maistre, der 2024 in die Kinos kam.

## Handlung
Die Amerikanerin Ella Edison (im Original Autumn Edison) hat die ersten rund sechs Jahre ihres Lebens im Amazonas-Regenwald bei einem Eingeborenenstamm gelebt. Eines Tages nimmt sie ein verwaistes weibliches Jaguarbaby bei sich auf. Der Jaguar, dem sie den Namen Hope gibt, wird schnell zum besten Freund des Mädchens. Alles ändert sich jedoch, als Ellas Mutter, eine leidenschaftliche Aktivistin im Kampf gegen den Tierhandel, von Menschenhändlern ermordet wird. Ella ist gezwungen, mit ihrem Vater Hope und den Dschungel zu verlassen und lebt fortan in New York. Rund acht Jahre später erhält Ellas Vater einen Brief von Oré, dem Häuptling ihres alten Stammes.
Oré teilt ihm mit, dass Hope wegen des Tierhandels in Gefahr ist und dass sie die letzte ihrer Art in diesem Teil des Waldes ist. Trotz des strikten Verbots ihres Vaters kehrt Ella in den Amazonas zurück, um das Tier zu retten. Gefolgt von ihrer neurotischen, aber wohlwollenden Biologielehrerin Mrs. Shymore, muss Ella den Amazonas durchqueren und gegen skrupellose Wildtierhändler kämpfen, um Hope zu retten. Im Laufe der Handlung kommen sich Ella und Mrs. Shymore näher und lernen, die Perspektive und Beweggründe der jeweils anderen Person zu verstehen. Schließlich gelingt es den Tierschützern mediale Aufmerksamkeit auf das Wirken der Tierhändler zu lenken und diesen letztendlich das Handwerk zu legen.

## Besetzung und Synchronisation
Die deutschsprachige Synchronisation entstand nach einem Dialogbuch und unter der Dialogregie von Eva Schaaf durch die Neue Tonfilm München Film- und Synchronproduktion.
| Rolle                                   | Darsteller          | Synchronsprecher    |
| --------------------------------------- | ------------------- | ------------------- |
| Anja Shymore                            | Emily Bett Rickards | Magdalena Helmig    |
| Anja Shymores Mutter                    | Alison Brooks       | Claudia Lössl       |
| Ella Edison (im Original Autumn Edison) | Lumi Pollack        | Laura Jenni         |
| Ella Edison (6 Jahre)                   | Airam Camacho       | Zoe Durakovic       |
| Bodenstewardess                         | Letitia Brookes     | Alexandra Ludwig    |
| Celya                                   | Lucrezia Pini       | Samina König        |
| Doria Dargan                            | Kelly Hope Taylor   | Elisabeth Günther   |
| Ellie Edison                            | Eva Avila           | Laura Maire         |
| Oré                                     | Wayne Charles Baker | Christian Jungwirth |
| Saul Edison                             | Paul Greene         | Frank Schaff        |

## Produktion

### Entstehung und Entwicklung
Der Film entstand teilweise aus der Nachfrage der Zuschauer von Mia und der weiße Löwe, die sich eine Fortsetzung von Gilles de Maistre wünschten. Aber der Filmemacher erklärt:

„Das war undenkbar: Die Beziehung zwischen dem Mädchen und dem Löwen war mit dem Ende der Dreharbeiten beendet worden, und man konnte sie nicht ‚wieder aufnehmen‘. Ein Mia und der weiße Löwe 2 war also ausgeschlossen... Aber es brachte mich dazu, über eine andere Idee nachzudenken: das gleiche Gespann zu verwenden, um diesmal die Zerstörung des Amazonas-Regenwaldes und den sehr lukrativen und unbekannten ‚Tierhandel‘ zu beleuchten. […] Ein Film, in dem diese Sache von einer anderen außergewöhnlichen Beziehung getragen würde: der zwischen einem Kind und einem Jaguar. Das mythische Raubtier des Amazonas-Regenwaldes, der Jaguar, der sehr unbekannt ist und den man selten in Filmen sieht, und ein sehr junges Mädchen. Doch wie bei Mia sollte es zunächst gelingen, eine echte Beziehung zwischen den beiden aufzubauen. So entstand Ella und der schwarze Jaguar“

### Dreharbeiten
Die Dreharbeiten dauerten 60 Tage. Die Dreharbeiten fanden in zwei Phasen statt: im Januar 2022 und zwischen September und Dezember 2022. Die Dreharbeiten fanden in Mexiko (u. a. in Playa del Carmen) und in Montreal, Kanada, statt.
Mehrere Monate vor den Dreharbeiten nahmen die jungen Schauspielerinnen Lumi Pollack und Airam Camacho an einem von Jean-Philippe Magnone geleiteten Prägungsprozess mit dem in Mexiko beheimateten Jaguar teil. Das Tier musste auch an die Anwesenheit der Kameras und des technischen Teams gewöhnt werden. Der in Gefangenschaft geborene Jaguar wurde dann dank der Produktion in einem Tierheim untergebracht. Ursprünglich waren zwei Jaguare – Hope und Gem – ausgewählt worden. Gille de Maistre erklärte:

„Ein Jahr vor den Dreharbeiten begannen wir mit der Prägung mit Airam, die die Rolle der kleinen Autumn spielte. Sie durfte mit Hope und Gem spielen, bis sie vier Monate alt waren – dann wurden die Jaguare größer und es wurde für Airam zu riskant, also hörten wir damit auf. Auf diese Weise brachten wir alle frühen Bilder in den Kasten. Währenddessen prägte sich Lumi auch auf die Jaguare ein, sie spielte mit ihnen, aber ohne dass wir sie filmten. Das dauerte ein Jahr lang. Dann konnten die Dreharbeiten für den gesamten Teil des Films beginnen, in dem Autumn in den Dschungel zurückkehrt und ihren Jaguar wiederfindet.“

## Rezeption
Michael Ranze schrieb in seiner Kritik auf Filmdienst:

„Eigentlich will Regisseur Gilles de Maistre mit seinem Film genau das Richtige. […] Doch de Maistre trägt seine Botschaft zu schlicht vor. Alles wird mit griffigen Schlagworten auf den Punkt gebracht; Gut und Böse sind streng unterschieden, Stereotypen von lebensklugen Naturvölkern und geldgierigen Weißen prägen den Film. […] Dabei sind dem Regisseur andere Dinge eigentlich wichtiger. Neben der außergewöhnlichen Freundschaft zwischen Mensch und Tier steht vor allem die Schönheit und Mächtigkeit der Natur im Vordergrund.“

In Frankreich bietet die Website Allociné eine durchschnittliche Bewertung von 2,7⁄5 basierend auf 7 Pressetiteln.